# Тромбофилия
Тромбофи́ли́я — патологическое состояние, характеризующееся нарушением системы свёртываемости крови, при котором увеличивается риск развития тромбоза.

## История
В 1884 году выдающийся немецкий врач и физиолог Рудольф Вирхов первым предположил, что тромбоз является следствием хотя бы одного из трех базовых факторов либо их сочетания:
- стаз крови в венах нижних конечностей;
- повышенная способность крови к тромбообразованию (тромбофилия);
- повреждение стенки сосудов.

Таким образом, тромбофилия была признана важным фактором развития тромбоза.

## Факторы риска
Состояние тромбофилии объединяет все наследственные и приобретенные нарушения гемостаза, которым свойственна предрасположенность к раннему появлению и рецидивированию тромбозов, тромбоэмболий, ишемий и инфарктов органов.
Данное состояние может быть унаследовано или связано с заболеванием (например, онкологическим), вызвано приемом лекарственных препаратов (оральных контрацептивов, противоопухолевого действия и др.), или обусловлено состоянием здоровья (например, беременностью, ограничением подвижности).
Вот наиболее часто встречающиеся врожденные нарушения гемостаза, обусловливающие склонность к тромбозу:
- Антифосфолипидный синдром.
- Дефицит антитромбина.
- Дефицит протеина C.
- Дефицит протеина S.
- Фактор V Лейден G1691A.
- Мутация гена протромбина G20210A.
- Гипергомоцистеинемия.
- МТГФР 677T.

Сопутствующие факторы риска, приводящие к тромбофилии:  хирургические манипуляции в области крупных венозных магистралей (операции на тазобедренном суставе, органах малого таза), другие фоновые виды патологии и состояния, предрасполагающие к тромбозу вен (злокачественные опухоли, ожирение, сахарный диабет, сердечная недостаточность и т. д.). Кроме того, длительная иммобилизация как в до-, так и в послеоперационном периоде приводит к существенному ухудшению показателей венозной гемодинамики.
Состояние беременности и  послеродовой период также сопровождаются гиперкоагуляцией, связанной с увеличенными уровнями прокоагулянтных факторов (повышены уровни фибриногена, факторов V и VIII) и уменьшенной антикоагулянтной активностью (снижен уровень протеина S и повышена резистентность активации белка C).

## Диагностика
Понятие «состояние тромботической готовности» объединяет лабораторно выявляемую гиперкоагуляцию по так называемым «глобальным» тестам коагулограммы (тест генерации тромбина, тест тромбодинамики, тромбоэластография), увеличение содержания в крови маркеров активации гемостаза, подавление антикоагулянтной и фибринолитической активности и ряд клинических признаков предтромботического состояния.